# North Seal River
Der North Seal River ist der etwa 320 km lange linke Quellfluss des Seal River im Nordwesten der kanadischen Provinz Manitoba. 

## Verlauf
Der Fluss hat seinen Ursprung im Morrow Lake. Er fließt anfangs in nördlicher Richtung, später in östlicher Richtung durch eine seenreiche Landschaft des Kanadischen Schilds. Folgende Seen durchfließt der North Seal River auf seiner Strecke: Maria Lake, Chatwin Lake, Minuhik Lake, Egenolf Lake, Blackfish Lake, Bain Lake, Copeland Lake und schließlich den Stony Lake. Kurz darauf mündet der North Seal River in das westliche Ende des Shethanei Lake. 
Das Einzugsgebiet des North Seal River umfasst 18.400 km². Der mittlere Abfluss nahe der Mündung beträgt 130 m³/s. 
Die Seen im Einzugsgebiet des North Seal River werden gewöhnlich per Wasserflugzeug erreicht. Sie sind Ziel von Angel- und Kanutouristen.